# 빅터 앰브로스
빅터 R. 앰브로스(영어: Victor R. Ambros, 1953년 12월 1일~)는 미국의 생물학자이다. 현재 매사추세츠 대학교 의과대학 교수를 맡고 있다. 마이크로 RNA와 그 전사 후 유전자 조절에서의 역할을 발견한 공로로 개리 러브컨과 함께 2024년 노벨 생리학·의학상을 수상했다.

## 참고 문헌
1. ↑  Nobelförsamlingen (2024년 10월 7일). “Press release”. 《NobelPrize.org》. 2024년 10월 7일에 원본 문서에서 보존된 문서. 2024년 10월 8일에 확인함.